# Chrysobothris caddo
Chrysobothris caddo är en skalbaggsart som beskrevs av Wellso och Manley 2007. Chrysobothris caddo ingår i släktet Chrysobothris och familjen praktbaggar. Inga underarter finns listade i Catalogue of Life.